# Natalia Bajor
Natalia Bajor (ur. 7 marca 1997 w Brzegu) – polska tenisistka stołowa, mistrzyni i reprezentantka Polski. Medalistka mistrzostw Europy kadetek i juniorek, młodzieżowa mistrzyni Europy w grze podwójnej (2018), medalistka mistrzostw Europy seniorek w turnieju drużynowym (2019) oraz Igrzysk Europejskich (2019). Olimpijka z Tokio (2021), olimpijka z Paryża 2024.

## Kariera sportowa
Jest wychowanką UGKS Odra Brzeg, następnie występowała w UKS Dwunastka Wrocław, od 2008 reprezentowała barwy AZS UE Wrocław.
W 2022 roku dołączyła do drużyny KTS Enea Siarkopol Tarnobrzeg.
Od lipca 2025 roku będzie reprezentowała TTC Berlin eastside.

### Sukcesy juniorskie i młodzieżowe
W 2008 wygrała ogólnopolskie zawody o Puchar Przeglądu Sportowego i Polskiego Związku Tenisa Stołowego w kategorii wiekowej żaków. W tym samym roku zajęła też 20. miejsce w grze indywidualnej w Euro Mini Champs swojego rocznika. W kolejnych latach wielokrotnie sięgała po medale mistrzostw Polski w kategoriach juniorskich. W 2009 i 2010 została mistrzynią Polski młodzików w grze pojedynczej i grze podwójnej, w 2011 i 2012 mistrzynią Polski kadetek w grze pojedynczej, w 2011 mistrzynią Polski kadetek w grze mieszanej, w 2012 mistrzynią Polski kadetek w grze podwójnej, w 2013 i 2015 mistrzynią Polski juniorek w grze pojedynczej, w 2015 mistrzynią Polski juniorek w grze mieszanej, w 2016, 2017 i 2018 młodzieżową mistrzynią Polski w grze pojedynczej
W Euro Mini Champ w 2009 zajęła 2. miejsce w swoim roczniku. W 2012 została brązową medalistką mistrzostw Europy kadetów w grze mieszanej (z Patrykiem Zatówką) oraz w grze podwójnej (z Portugalką Ritą Fins). W tym samym roku startowała także w World Cadet Challenge (nieoficjalnych mistrzostwach świata kadetów), zajmując 2. miejsce w turnieju drużynowym (z reprezentacją Europy) i 4. miejsce w turnieju indywidualnym. W 2014 została wicemistrzynią Europy juniorek w grze deblowej (z Chorwatką Leą Rakovac). W tym samym roku bez sukcesów startowała w letnich Igrzyskach Olimpijskich Młodzieży i mistrzostwach świata juniorów. W 2015 wygrała turniej Euro Youth Top 10. W 2018 została młodzieżową mistrzynią Europy w deblu (z Ukrainką Sołomiją Bratejko), a w grze indywidualnej zdobyła na tych zawodach brązowy medal

### Starty seniorskie
Na mistrzostwach Polski seniorek zdobyła 24 medale, w tym 12 złotych, z czego 5 w grze indywidualnej:
- 2014: brązowe medale w grze pojedynczej i grze podwójnej[24]
- 2015: brązowe medale w grze podwójnej i grze mieszanej[25]
- 2016: złoty medal w grze mieszanej (z Konradem Kulpą)[26]
- 2017: brązowe medale w grze podwójnej i grze mieszanej[27]
- 2018: złoty medal w grze pojedynczej, brązowy medal w grze podwójnej (z Sandrą Wabik)[28]
- 2019: złoty medal w grze pojedynczej i grze podwójnej (z Natalią Partyką)[29]
- 2020: złoty medal w grze pojedynczej i grze podwójnej (z Kingą Stefańską), brązowy medal w grze mieszanej (z Jakubem Perkiem)[30]
- 2021: złoty medal w grze pojedynczej i grze podwójnej (z Katarzyną Grzybowską-Franc), brązowy medal w grze mieszanej (z Jakubem Perkiem)
- 2022: srebrny medal w grze pojedynczej i grze mieszanej (z Markiem Badowskim)
- 2024: złoty medal w grze mieszanej (z Markiem Badowskim), brązowy medal w grze pojedynczej[31]
- 2025: złoty medal w grze pojedynczej, w grze podwójnej (z Zuzanną Wielgos) i w grze mieszanej (z Markiem Badowskim)[32].

Na mistrzostwach Europy seniorek:
- w 2015 odpadła w 1. rundzie turnieju indywidualnego[33] i 1. rundzie turnieju deblowego[34], zaś w turnieju drużynowym zajęła 5. miejsce[35].
- w 2016 odpadła w 1. rundzie turnieju indywidualnego i turnieju deblowego[36].
- w 2017 zajęła 7. miejsce w turnieju drużynowym[37].
- w 2018 odpadła w I rundzie miksta[38].
- w 2019 zdobyła brązowy medal w turnieju drużynowym[39].
- w 2021 (na ME przeniesionych z 2020) odpadła w 1/8 singla i I rundzie debla[40], zaś w turnieju drużynowym zajęła 5. miejsce[41].
- w 2024 zdobyła brązowy medal w grze deblowej w parze ze Słowaczką Tatianą Kukulkovą[42].

Na mistrzostwach świata seniorek:
- w 2014 zajęła 13. miejsce w turnieju drużynowym[43].
- w 2016 zajęła 17. miejsce w turnieju drużynowym[44].
- w 2018 zajęła 15. miejsce w turnieju drużynowym[45].
- w 2019 odpadła w 1. rundzie gry pojedynczej i 2. rundzie gry deblowej i miksta[46].

Bez sukcesów reprezentowała Polskę na letniej Uniwersjadzie w 2017 i 2019.
W 2019 zdobyła brązowy medal Igrzysk Europejskich w turnieju drużynowym.
W 2021 wystąpiła na igrzyskach olimpijskich w Tokio, zajmując 9. miejsce w turnieju drużynowym. Podczas igrzysk olimpijskich w Paryżu w 2024 roku dotarła do 1/8 turnieju singlistek oraz odpadła w pierwszej rundzie turnieju drużynowego.
W sezonie 2021/22 wraz z zespołem KU AZS UE Wrocław wywalczyła zloty medal Drużynowych Mistrzostw Polski oraz Puchar Polski.